# Podwis (obwód Burgas)
Podwis (bułg. Подвис) – wieś w Bułgarii, w obwodzie Burgas, w gminie Sungurłare. Według danych szacunkowych Ujednoliconego Systemu Ewidencji Ludności oraz Usług Administracyjnych dla Ludności, 15 czerwca 2020 roku miejscowość liczyła 428 mieszkańców.

## Osoby związane z miejscowością
- Kolo Kołarow (1924–2007) – bułgarski generał